# Az alaszkai vadon gyermekei epizódjainak listája
Ez a szócikk a Az alaszkai vadon gyermekei című sorozat epizódjait listázza.

## Évadáttekintés
| Évad | Évad | Részek száma | Részek száma | Eredeti sugárzás    | Eredeti sugárzás     | Eredeti adó       | Magyar sugárzás   | Magyar sugárzás   | Magyar adó        |
| Évad | Évad | Részek száma | Részek száma | Évadbemutató        | Évadzáró             | Eredeti adó       | Évadbemutató      | Évadzáró          | Magyar adó        |
| ---- | ---- | ------------ | ------------ | ------------------- | -------------------- | ----------------- | ----------------- | ----------------- | ----------------- |
|      | 1.   | 5            | 5            | 2014. május 6.      | 2014. június 15.     | Discovery Channel | 2018. november 1. | 2018. november 7. | Discovery Channel |
|      | 2.   | 8            | 8            | 2015. január 2.     | 2015. február 20.    | Discovery Channel | n. a.             | n. a.             | Discovery Channel |
|      | 3.   | 8            | 8            | 2015. május 22.     | 2015. július 24.     | Discovery Channel | n. a.             | n. a.             | Discovery Channel |
|      | 4.   | 8            | 8            | 2015. november 11.  | 2016. január 6.      | Discovery Channel | n. a.             | n. a.             | Discovery Channel |
|      | 5.   | 10           | 10           | 2016. május 16.     | 2016. július 16.     | Discovery Channel | n. a.             | n. a.             | Discovery Channel |
|      | 6.   | 8            | 8            | 2017. január 4.     | 2017. február 22.    | Discovery Channel | n. a.             | n. a.             | Discovery Channel |
|      | 7.   | 8            | 8            | 2017. június 21.    | 2017. augusztus 23.  | Discovery Channel | n. a.             | n. a.             | Discovery Channel |
|      | 8.   | 9            | 9            | 2018. augusztus 19. | 2018. szeptember 30. | Discovery Channel | n. a.             | n. a.             | Discovery Channel |
|      | 9.   | 5            | 5            | 2019. március 3.    | 2019. március 31.    | Discovery Channel | n. a.             | n. a.             | Discovery Channel |
|      | 10.  | 6            | 6            | 2019. augusztus 4.  | 2019. szeptember 8.  | Discovery Channel | n. a.             | n. a.             | Discovery Channel |
|      | 11.  | 8            | 8            | 2019. december 4.   | 2020. január 29.     | Discovery Channel | n. a.             | n. a.             | Discovery Channel |

### Első évad (2014)
| Sor. | Év. | Cím                                      | Premier                            | Gyártási szám |
| ---- | --- | ---------------------------------------- | ---------------------------------- | ------------- |
| 1.   | 1.  | Vad nevelés (Raised Wild)                | 2014. május 6. 2018. november 1.   | 101           |
| 2.   | 2.  | Az emberfalka (Human Wolf Pack)          | 2014. május 13. 2018. november 2.  | 102           |
| 3.   | 3.  | Váratlan csapás (Blindsided)             | 2014. május 20. 2018. november 5.  | 103           |
| 4.   | 4.  | Harcolj vagy menekülj! (Fight or Flight) | 2014. május 27. 2018. november 6.  | 104           |
| 5.   | 5.  | Élet a vadonban (The Wild Life)          | 2014. június 15. 2018. november 7. | 105           |

### Speciális évad (2014)
| Sor. | Év. | Cím                                 | Premier          | Gyártási szám |
| ---- | --- | ----------------------------------- | ---------------- | ------------- |
| 1.   | 1.  | Back to the Bush - A Family of Nine | 2014. július 15. |               |
| 2.   | 2.  | Back to the Bush - The Race Is On   | 2014. július 25. |               |
| 3.   | 3.  | Back to the Bush - The Big Decision | 2014. július 29. |               |

### Második évad (2015)
| Sor. | Év. | Cím                                        | Premier            | Gyártási szám |
| ---- | --- | ------------------------------------------ | ------------------ | ------------- |
| 6.   | 1.  | Szabadulás (Breaking Free)                 | 2018. november 8.  | 201           |
| 7.   | 2.  | Visszatérés a vadonba (Return to the Wild) | 2018. november 9.  | 202           |
| 8.   | 3.  | Browntown (Welcome to Browntown)           | 2018. november 12. | 203           |
| 9.   | 4.  | Birdy vadászik (Birdy Get Your Gun)        | 2018. november 13. | 204           |
| 10.  | 5.  | Nincs címe (Pile It On)                    | 2018. november 14. | 205           |
| 11.  | 6.  | Prédalesőben (On the Prowl)                | 2018. november 15. | 206           |
| 12.  | 7.  | Otthon, egyedül (Home Alone)               | 2018. november 16. | 207           |
| 13.  | 8.  | Most vagy soha (Now or Never)              | 2018. november 19. | 208           |

### Speciális évad (2015)
| Sor. | Év. | Cím                   | Premier            | Gyártási szám |
| ---- | --- | --------------------- | ------------------ | ------------- |
| 1.   | 1.  | A Very Bush Christmas | 2014. december 19. |               |

### Harmadik évad (2015)
| Sor. | Év. | Cím                                           | Premier            | Gyártási szám |
| ---- | --- | --------------------------------------------- | ------------------ | ------------- |
| 14.  | 1.  | A megosztott falka (A Wolfpack Divided)       | 2018. november 20. | 301           |
| 15.  | 2.  | A Brown család új otthona (Rise of Browntown) | 2018. november 21. | 302           |
| 16.  | 3.  | Oszd meg és uralkodj (Divide and Conquer)     | 2018. november 22. | 303           |
| 17.  | 4.  | Vérvonalak (Bloodlines)                       | 2018. november 23. | 304           |
| 18.  | 5.  | Kockázatos vállalkozás (A Big Gamble)         |                    | 304           |
| 19.  | 6.  | Vad tengerek (Rocky Seas)                     |                    | 306           |
| 20.  | 7.  | Úszol vagy elsüllyedsz (Sink or Swim)         |                    | 307           |
| 21.  | 8.  | Soha ne add fel! (Never Give Up)              |                    | 308           |

### Speciális évad (2015)
| #  | Cím           | Premier | Gyártási szám |
| -- | ------------- | ------- | ------------- |
| 1. | Wild Times    |         | 300           |
| 2. | Lost Footage  |         | 309           |
| 3. | The Wild Year |         | 310           |

### Negyedik évad (2015-2016)
| Sor. | Év. | Cím                                           | Premier | Gyártási szám |
| ---- | --- | --------------------------------------------- | ------- | ------------- |
| 22.  | 1.  | Csigasor (Block & Tackle)                     |         | 401           |
| 23.  | 2.  | Lövések (Shots Fired)                         |         | 402           |
| 24.  | 3.  | Kő, papír, vészhelyzet (Rock, Paper, Skipper) |         | 403           |
| 25.  | 4.  | Billy Brown balladája (Ballad of Billy Brown) |         | 404           |
| 26.  | 5.  | Doku-dráma (Dock-u-Drama)                     |         | 405           |
| 27.  | 6.  | Halott a vízben (Dead in the Water)           |         | 406           |
| 28.  | 7.  | Ijedt és veszélyes (Alarmed & Dangerous)      |         | 407           |
| 29.  | 8.  | A bozót szívében (Bush Heart)                 |         | 408           |

### Speciális évad (2015-2016)
| Sor. | Év. | Cím                | Premier | Gyártási szám |
| ---- | --- | ------------------ | ------- | ------------- |
| 1.   | 1.  | Endless Summer     |         | 401           |
| 2.   | 2.  | Bush Heart         |         | 409           |
| 3.   | 3.  | Paradise Lost      |         | 410           |
| 4.   | 4.  | Return to the Bush |         |               |

### Ötödik évad (2016)
| Sor. | Év. | Cím                                             | Premier | Gyártási szám |
| ---- | --- | ----------------------------------------------- | ------- | ------------- |
| 30.  | 1.  | A farkascsorda visszatér (The Wolfpack Returns) |         | 501           |
| 31.  | 2.  | Miss Rainy sofőrje (Driving Miss Rainy)         |         | 502           |
| 32.  | 3.  | Téli őrség (Winter Watch)                       |         | 503           |
| 33.  | 4.  | Bővül a farkascsorda (Growing the Wolfpack)     |         | 504           |
| 34.  | 5.  | Surviving the Lower 48                          |         | 505           |
| 35.  | 6.  | High Tide Housing                               |         | 506           |
| 36.  | 7.  | Lövések a sötétben (Shots in the Dark)          |         | 507           |
| 37.  | 8.  | Az ítélet napja (Judgement Day)                 |         | 508           |
| 38.  | 9.  | Released to the Wild                            |         | 509           |
| 39.  | 10. | Back in Browntown                               |         | 510           |

### Speciális évad (2016)
| Sor. | Év. | Cím | Premier | Gyártási szám |
| ---- | --- | --- | ------- | ------------- |

### Hatodik évad (2017)
| Sor. | Év. | Cím               | Premier | Gyártási szám |
| ---- | --- | ----------------- | ------- | ------------- |
| 40.  | 1.  | All That Matters  |         | 601           |
| 41.  | 2.  | Bear With Us      |         | 602           |
| 42.  | 3.  | Browntown Boom    |         | 603           |
| 43.  | 4.  | Dead in the Water |         | 604           |
| 44.  | 5.  | One Brown Down    |         | 605           |
| 45.  | 6.  | All Falls Down    |         | 606           |
| 46.  | 7.  | Field of Dreams   |         | 607           |
| 47.  | 8.  | Wind and a Prayer |         | 608           |

### Speciális évad (2017)
| Sor. | Év. | Cím | Premier | Gyártási szám |
| ---- | --- | --- | ------- | ------------- |

### Hetedik évad (2017)
| Sor. | Év. | Cím                              | Premier | Gyártási szám |
| ---- | --- | -------------------------------- | ------- | ------------- |
| 48.  | 1.  | Hit és család (Faith and Family) |         | 701           |
| 49.  | 2.  | The Long Road                    |         | 702           |
| 50.  | 3.  | Strength In Numbers              |         | 703           |
| 51.  | 4.  | Unanchored                       |         | 704           |
| 52.  | 5.  | Weight of the Wolfpack           |         | 705           |
| 53.  | 6.  | Bush Code                        |         | 706           |
| 54.  | 7.  | A New Chapter                    |         | 707           |
| 55.  | 8.  | Blazing a New Trail              |         | 708           |

### Nyolcadik évad (2018)
| Sor. | Év. | Cím                              | Premier | Gyártási szám |
| ---- | --- | -------------------------------- | ------- | ------------- |
| 56.  | 1.  | Back to the Bush                 |         | 801           |
| 57.  | 2.  | Secrets of the Bush              |         | 802           |
| 58.  | 3.  | Breaking Ground                  |         | 803           |
| 59.  | 4.  | Head Above Water                 |         | 804           |
| 60.  | 5.  | Call to Duty                     |         | 805           |
| 61.  | 6.  | Bird and the Bees                |         | 806           |
| 62.  | 7.  | Family First                     |         | 807           |
| 63.  | 8.  | Where There's Smoke There's Fire |         | 808           |
| 64.  | 9.  | A New Beginning                  |         | 809           |

### Kilencedik évad (2019)
| Sor. | Év. | Cím                  | Premier | Gyártási szám |
| ---- | --- | -------------------- | ------- | ------------- |
| 64.  | 1.  | Bull by the Horns    |         | 901           |
| 65.  | 2.  | The Buffalo Trail    |         | 902           |
| 66.  | 3.  | Beware the Bear-Crow |         | 903           |
| 67.  | 4.  | Mountain Emergency   |         | 904           |
| 68.  | 5.  | Winter Is Here       |         | 905           |

### Tizedik évad (2019)
| Sor. | Év. | Cím                        | Premier | Gyártási szám |
| ---- | --- | -------------------------- | ------- | ------------- |
| 69.  | 1.  | King of the Mountain       |         | 1001          |
| 70.  | 2.  | The Wolfpack vs. the Wolf  |         | 1002          |
| 71.  | 3.  | Clear and Pheasant Danger  |         | 1003          |
| 72.  | 4.  | Fowl Weather Friends       |         | 1004          |
| 73.  | 5.  | The Chaos Before the Storm |         | 1005          |
| 74.  | 6.  | The Big Push               |         | 1006          |
| 75.  | 7.  | The Wild New Wild          |         | 1007          |

### Tizenegyedik évad (2019-2020)
| Sor. | Év. | Cím                               | Premier | Gyártási szám |
| ---- | --- | --------------------------------- | ------- | ------------- |
| 80.  | 1.  | Wind and Water                    |         | 1101          |
| 81.  | 2.  | Bears of a Feather                |         | 1102          |
| 82.  | 3.  | Storm's Fury                      |         | 1103          |
| 83.  | 4.  | A Very Bush Wedding               |         | 1104          |
| 84.  | 5.  | Bam Bam's Big Build and Bears     |         | 1105          |
| 85.  | 6.  | Bear Meets Girl                   |         | 1106          |
| 86.  | 7.  | Noah's Animal Ark                 |         | 1107          |
| 87.  | 8.  | Where There's Water There's a Way |         | 1108          |

### Tizenkettedik évad (2020)
| Sor. | Év. | Cím                          | Premier | Gyártási szám |
| ---- | --- | ---------------------------- | ------- | ------------- |
| 84.  | 1.  | Life in the Extreme          |         | 1201          |
| 85.  | 2.  | Rumble in the Bush           |         | 1202          |
| 86.  | 3.  | Range Ridin                  |         | 1203          |
| 87.  | 4.  | Bush Below Zero              |         | 1204          |
| 88.  | 5.  | Water to Ice                 |         | 1205          |
| 89.  | 6.  | A Bottle for Your Thoughts   |         | 1206          |
| 90.  | 7.  | The Land Giveths and Takeths |         | 1207          |
| 91.  | 8.  | Faith & Fury                 |         | 1208          |